# ورزشگاه شهرداری (شربروک)
ورزشگاه شهرداری ، یک ورزشگاه چند منظوره در شهر شربروک، کبک، کانادا است. این ورزشگاه بیشتر برای ورزش فوتبال استفاده می‌شود و در طول بازیهای المپیک تابستانی ۱۹۷۶ میزبان سه بازی فوتبال بود. گنجایش این ورزشگاه ۴۰۰۰ نفری است.